# انجیلی جنوبی
انجیلی جنوبی (نام علمی: Acacia estrophiolata) نام یک گونه از سرده آکاسیا است.